# Rainbow City (Alabama)
Pour les articles homonymes, voir Rainbow City.
Rainbow City est une ville américaine située dans le comté d'Etowah en Alabama.
Selon le recensement de 2010, Rainbow City compte 9 602 habitants. La municipalité s'étend sur 25,60 milles carrés (66,3 km2), dont 25,46 milles carrés (65,94 km2) de terres.

## Démographie
| 1960  | 1970  | 1980  | 1990  | 2000  | 2010  |
| ----- | ----- | ----- | ----- | ----- | ----- |
| 1 625 | 3 107 | 6 299 | 7 673 | 8 428 | 9 602 |